# Inter Willemstad
Inter Willemstad is een voetbalvereniging in Willemstad, Curaçao. De vereniging werd opgericht op 1 april 1997 als onderdeel van CVV Willemstad. De club komt uit in de Sekshon Pagá van de F.F.K. (Federashon Futbol Korsou). Hoogtepunten waren het kampioenschap in de Sekshon Amatùr en de promotie naar de Sekshon Pagá in 2001/2002. Dieptepunt was de aansluitende degradatie en teloorgang waardoor Inter Willemstad een seizoen niet aan de competitie deelnam.
In het seizoen 2000/2001 werd op Curaçao een bekertoernooi gespeeld. Inter Willemstad bereikte de halve finale, maar verloor van Sekshon Pagá grootmacht Centro Barber.
Vanaf 2003/2004 was Inter Willemstad weer actief in de Sekshon Amatùr van de F.F.K. In het seizoen 2006/2007 en in het seizoen 2012/2013 werd de vereniging sub-kampioen, maar kon geen promotie afdwingen. In het seizoen 2016 lukte dit echter wel en promoveerde Inter Willemstad weer naar het hoogste niveau.

## Bekende (oud-)spelers
- Elson Hooi